# Courléon
Courléon est une commune française située dans le département de Maine-et-Loire, en région Pays de la Loire.

## Géographie

### Localisation
Commune angevine du Baugeois, Courléon se situe à l'est de Vernoil-le-Fourrier, sur les routes D 106 et D 142, en limite du département d'Indre-et-Loire.
La commune est limitrophe de l'Indre-et-Loire.
Elle se trouve à la limite entre l’Anjou et la Touraine.
Le sentier de grande randonnée GR 36 passe en limite nord de la commune.

### Communes limitrophes
Les communes limitrophes sont  Bourgueil, Gizeux, La Breille-les-Pins, Noyant-Villages et Vernoil-le-Fourrier.

### Hydrographie
Le ruisseau de Grafin, affluent du Changeon, prend sa source à l'est de la commune.

### Climat
Pour des articles plus généraux, voir Climat des Pays de la Loire et Climat de Maine-et-Loire.
En 2010, le climat de la commune est de type climat océanique dégradé des plaines du Centre et du Nord, selon une étude du CNRS s'appuyant sur une série de données couvrant la période 1971-2000. En 2020, Météo-France publie une typologie des climats de la France métropolitaine dans laquelle la commune est exposée à un climat océanique et est dans la région climatique Moyenne vallée de la Loire, caractérisée par une bonne insolation (1 850 h/an) et un été peu pluvieux.
Pour la période 1971-2000, la température annuelle moyenne est de 11,6 °C, avec une amplitude thermique annuelle de 14,6 °C. Le cumul annuel moyen de précipitations est de 665 mm, avec 11,1 jours de précipitations en janvier et 6,6 jours en juillet. Pour la période 1991-2020, la température moyenne annuelle observée sur la station météorologique de Météo-France la plus proche, sur la commune de Saint-Nicolas-de-Bourgueil à 12 km à vol d'oiseau, est de 12,5 °C et le cumul annuel moyen de précipitations est de 612,8 mm,. Pour l'avenir, les paramètres climatiques de la commune estimés pour 2050 selon différents scénarios d'émission de gaz à effet de serre sont consultables sur un site dédié publié par Météo-France en novembre 2022.

### Paysages
Courléon se trouve sur l'unité paysagère du Plateau du Baugeois.

### Milieux naturels et biodiversité
Courléon dispose d'une forêt communale d’une superficie de 300 hectares.

## Urbanisme
Le village s'inscrit dans un territoire essentiellement rural.

### Typologie
Au 1er janvier 2024, Courléon est catégorisée commune rurale à habitat dispersé, selon la nouvelle grille communale de densité à sept niveaux définie par l'Insee en 2022.
Elle est située hors unité urbaine. Par ailleurs la commune fait partie de l'aire d'attraction de Saumur, dont elle est une commune de la couronne,. Cette aire, qui regroupe 31 communes, est catégorisée dans les aires de 50 000 à moins de 200 000 habitants,.

### Occupation des sols
L'occupation des sols de la commune, telle qu'elle ressort de la base de données européenne d’occupation biophysique des sols Corine Land Cover (CLC), est marquée par l'importance des forêts et milieux semi-naturels (65,2 % en 2018), en augmentation par rapport à 1990 (64 %). La répartition détaillée en 2018 est la suivante : 
forêts (64 %), terres arables (24,9 %), prairies (5,1 %), zones agricoles hétérogènes (2,7 %), zones urbanisées (2,2 %), milieux à végétation arbustive et/ou herbacée (1,2 %). L'évolution de l’occupation des sols de la commune et de ses infrastructures peut être observée sur les différentes représentations cartographiques du territoire : la carte de Cassini (XVIIIe siècle), la carte d'état-major (1820-1866) et les cartes ou photos aériennes de l'IGN pour la période actuelle (1950 à aujourd'hui).

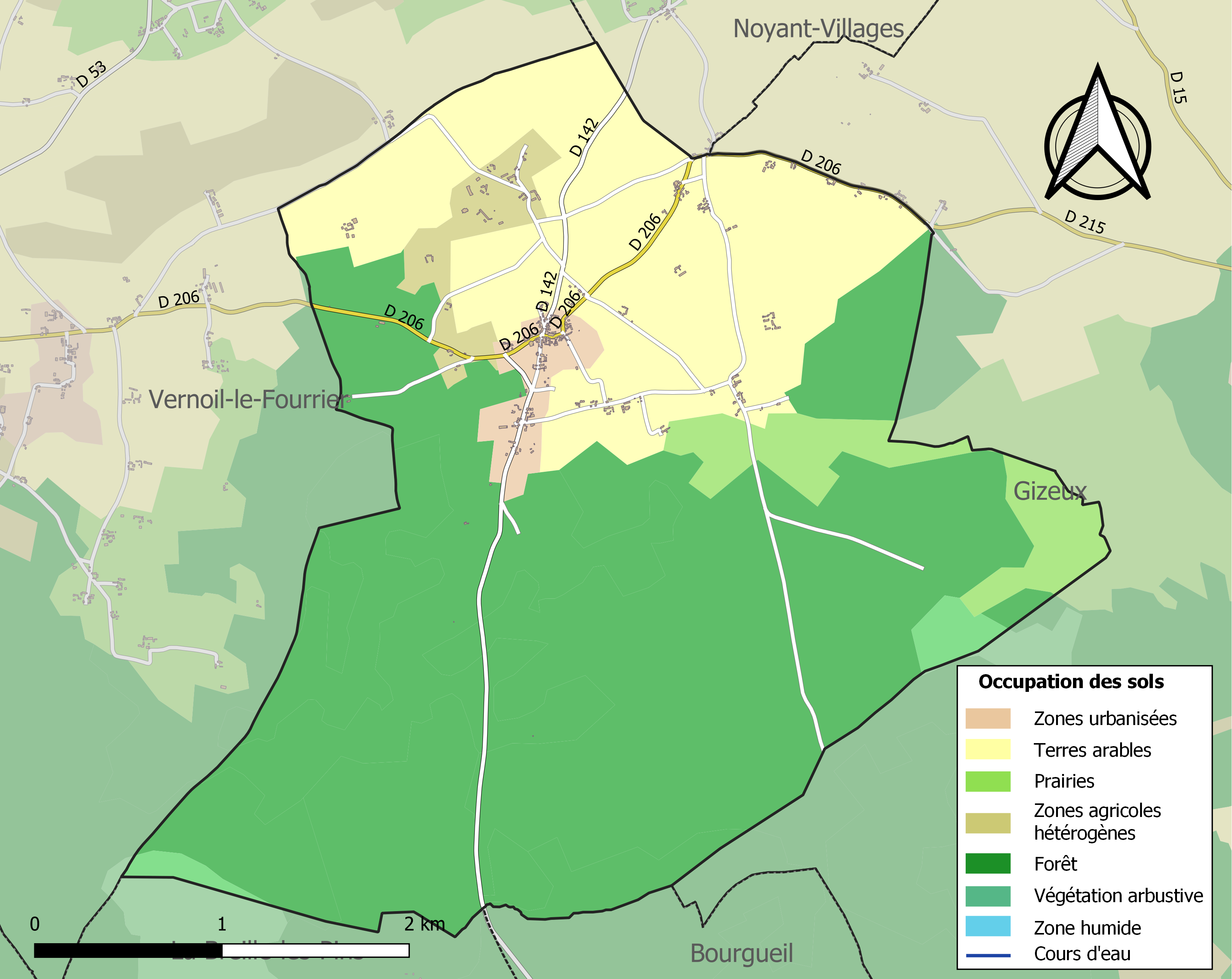
Carte des infrastructures et de l'occupation des sols de la commune en 2018 (CLC).

### Morphologie urbaine
Courléon a conservé son aspect de village rural, avec une place centrale encadrée par l’église et la mairie-école.

### Habitat et logement
En 2013 et 2018, le nombre total de logements dans la commune était de 120, alors qu'il était de 114 en 2008.
Parmi ces logements, 57,9 % étaient des résidences principales, 34,5 % des résidences secondaires et 7,6 % des logements vacants. Ces logements étaient pour 99,2 % d'entre eux des maisons individuelles et pour 0,8 % des appartements.
Le tableau ci-dessous présente la typologie des logements à Courléon en 2018 en comparaison avec celle de Maine-et-Loire et de la France entière. Une caractéristique marquante du parc de logements est ainsi une proportion de résidences secondaires et logements occasionnels (34,5 %) très supérieure à celle du département (3,1 %) et à celle de la France entière (9,7 %). Concernant le statut d'occupation de ces logements, 69,6 % des habitants de la commune sont propriétaires de leur logement (74,6 % en 2013), contre 60,3 % pour le Maine-et-Loire et 57,5 % pour la France entière.
| Typologie                                               | Courléon | Maine-et-Loire | France entière |
| ------------------------------------------------------- | -------- | -------------- | -------------- |
| Résidences principales (en %)                           | 57,9     | 90,1           | 82,1           |
| Résidences secondaires et logements occasionnels (en %) | 34,5     | 3,1            | 9,7            |
| Logements vacants (en %)                                | 7,6      | 6,8            | 8,2            |

## Toponymie
Aimericus de Corlon en 1055, Corlium en 1207.
Courléon a pour origine le latin cortis, désignant un domaine agricole, associé au nom d'homme Léon.

## Histoire
Petit village déjà mentionné au XIe siècle, Courléon a des origines lointaines. Une sépulture collective du Néolithique, trouvée en 1890, en témoigne.

## Politique et administration

### Administration municipale
| Période                                  | Période                       | Identité                | Étiquette | Qualité                  |
| ---------------------------------------- | ----------------------------- | ----------------------- | --------- | ------------------------ |
| 1792                                     |                               | Borien                  |           | agent municipal          |
| an V                                     |                               | Bouin                   |           | agent municipal          |
| an VII                                   | 1798                          | Borien                  |           | agent municipal          |
| 1800                                     |                               | Pierre Boisnard         |           | maire                    |
| 1826                                     |                               | Pierre Boisnard fils    |           |                          |
| 1835                                     |                               | Vincent Boisnard        |           | frère du précédent       |
| 1868                                     |                               | François Vinet          |           |                          |
| 1892                                     |                               | Paul du Puy             |           |                          |
| 1904                                     |                               | Joseph Vesnier          |           |                          |
| 1908                                     |                               | Louis Vinet             |           |                          |
| 1919                                     |                               | Auguste Dufresne        |           |                          |
| 1935                                     |                               | Charles du Puy          |           |                          |
| 1945                                     |                               | du Puy                  |           |                          |
| 1947                                     |                               | Antoine du Puy          |           |                          |
| 1983                                     | 2001                          | Pierre Courrier         | DVD       | Retraité                 |
| mars 2001                                | 2014                          | Yvonne Page             |           | Comptable                |
| mars 2014                                | 12 mai 2022                   | Yann Pilven Le Sevellec |           | Militaire Démissionnaire |
| juillet 2022                             | En cours (au 22 février 2023) | Olivier Deschard        |           | Cadre retraité           |
| Les données manquantes sont à compléter. |                               |                         |           |                          |

### Intercommunalité
Courléon était membre de la communauté de communes Loire Longué, un établissement public de coopération intercommunale (EPCI) à fiscalité propre créé en 1995 et auquel la commune avait transféré un certain nombre de ses compétences, dans les conditions déterminées par le code général des collectivités territoriales.
Dans le cadre des dispositions de la loi portant nouvelle organisation territoriale de la République du 7 août 2015, qui prévoit que les établissements publics de coopération intercommunale (EPCI) à fiscalité propre doivent avoir un minimum de 15 000 habitants, cette intercommunalité a fusionné avec ses voisines pour former, le 1er janvier 2017, la communauté d'agglomération Saumur Val de Loire, dont est désormais membre la commune.

### Rattachements administratifs et électoraux

#### Rattachements administratifs
La commune se trouve depuis 1926 dans l'arrondissement de Saumur du département de Maine-et-Loire.
Elle faisait partie depuis 1801 du canton de Longué-Jumelles. Dans le cadre du redécoupage cantonal de 2014 en France, cette circonscription administrative territoriale a disparu, et le canton n'est plus qu'une circonscription électorale.

#### Rattachements électoraux
Pour les élections départementales, la commune fait partie depuis 2014 d'un nouveau canton de Longué-Jumelles porté de 8 à 18 communes.
Pour l'élection des députés, elle fait partie de la troisième circonscription de Maine-et-Loire.

## Population et société

### Démographie

#### Évolution démographique
L'évolution du nombre d'habitants est connue à travers les recensements de la population effectués dans la commune depuis 1793. Pour les communes de moins de 10 000 habitants, une enquête de recensement portant sur toute la population est réalisée tous les cinq ans, les populations de référence des années intermédiaires étant quant à elles estimées par interpolation ou extrapolation. Pour la commune, le premier recensement exhaustif entrant dans le cadre du nouveau dispositif a été réalisé en 2004.

En 2022, la commune comptait 140 habitants, en évolution de −4,76 % par rapport à 2016 (Maine-et-Loire : +2,12 %, France hors Mayotte : +2,11 %).
| 1793 | 1800 | 1806 | 1821 | 1831 | 1836 | 1841 | 1846 | 1851 |
| ---- | ---- | ---- | ---- | ---- | ---- | ---- | ---- | ---- |
| 405  | 268  | 293  | 276  | 305  | 310  | 482  | 487  | 474  |

| 1856 | 1861 | 1866 | 1872 | 1876 | 1881 | 1886 | 1891 | 1896 |
| ---- | ---- | ---- | ---- | ---- | ---- | ---- | ---- | ---- |
| 447  | 441  | 445  | 438  | 421  | 411  | 409  | 394  | 399  |

| 1901 | 1906 | 1911 | 1921 | 1926 | 1931 | 1936 | 1946 | 1954 |
| ---- | ---- | ---- | ---- | ---- | ---- | ---- | ---- | ---- |
| 374  | 371  | 400  | 376  | 394  | 347  | 336  | 352  | 359  |

| 1962 | 1968 | 1975 | 1982 | 1990 | 1999 | 2004 | 2006 | 2009 |
| ---- | ---- | ---- | ---- | ---- | ---- | ---- | ---- | ---- |
| 311  | 273  | 224  | 192  | 165  | 126  | 135  | 143  | 163  |

| 2014 | 2019 | 2022 | - | - | - | - | - | - |
| ---- | ---- | ---- | - | - | - | - | - | - |
| 152  | 145  | 140  | - | - | - | - | - | - |

#### Pyramide des âges
La population de la commune est relativement âgée.
En 2018, le taux de personnes d'un âge inférieur à 30 ans s'élève à 26,2 %, soit en dessous de la moyenne départementale (37,2 %). À l'inverse, le taux de personnes d'âge supérieur à 60 ans est de 42,1 % la même année, alors qu'il est de 25,6 % au niveau départemental.
En 2018, la commune comptait 74 hommes pour 72 femmes, soit un taux de 50,68 % d'hommes, largement supérieur au taux départemental (48,63 %).
Les pyramides des âges de la commune et du département s'établissent comme suit.
| Hommes | Classe d’âge | Femmes |
| ------ | ------------ | ------ |
| 1,4    | 90 ou +      | 1,4    |
| 8,2    | 75-89 ans    | 18,1   |
| 28,8   | 60-74 ans    | 26,4   |
| 23,3   | 45-59 ans    | 27,8   |
| 5,5    | 30-44 ans    | 6,9    |
| 23,3   | 15-29 ans    | 11,1   |
| 9,6    | 0-14 ans     | 8,3    |

| Hommes | Classe d’âge | Femmes |
| ------ | ------------ | ------ |
| 0,9    | 90 ou +      | 2,1    |
| 7      | 75-89 ans    | 9,5    |
| 16,2   | 60-74 ans    | 16,9   |
| 19,4   | 45-59 ans    | 18,7   |
| 18,2   | 30-44 ans    | 17,5   |
| 18,8   | 15-29 ans    | 17,6   |
| 19,5   | 0-14 ans     | 17,6   |

## Économie
Sur 10 établissements présents sur la commune à fin 2010, 50 % relèvent du secteur de l'agriculture (pour une moyenne de 17 % sur le département), 10 % du secteur de l'industrie, 10 % du secteur de la construction, 20 % de celui du commerce et des services et 10 % du secteur de l'administration et de la santé. Cinq ans plus tard, en 2015, sur les 17 établissements présents, 47 % relèvent du secteur de l'agriculture (pour une moyenne de 11 % sur le département), 6 % du secteur de l'industrie, 0 % de celui de la construction, 35 % du secteur du commerce et des services et 12 % de celui de l'administration et de la santé.

## Culture locale et patrimoine

### Lieux et monuments
- Château Notre-Dame dit Château la Touche d'Aize, des XVIIe et XIXe siècles[31].
- Prieuré de Bénédictins, prieuré cure des XVe et XVIIIe siècles[32].
- Église paroissiale Saint-Jacques, des XIIe et XIXe siècles, inscrite à l'inventaire général du patrimoine culturel[33]. À la fin du XIXe siècle, l'édifice est entièrement restauré sous l'autorité l'architecte Beignet et doté d’un clocher carré en façade[2]
Le prieuré datant du XIIIe siècle communique avec l'église romane à clocher du XIXe siècle qui présente une abside en cul de four, une nef unique, des chapiteaux, un portail et des modillons sculptés du XIIe.
- Moulin du Landreau, des XVIIIe et XIXe siècles[34].
- Menhir la Délugrie[35] et menhir et la « Pierre au Diable[2] ».
- Tombeau le Grand Courléon, sépulture collective datant de la préhistoire[36].
- Lavoir et maison des lavandières, au lieu-dit « La Beillardière[2] ».
- Monument aux morts. Pendant la Première Guerre mondiale, 14 habitants perdent la vie. Lors de la Seconde Guerre mondiale, deux habitants sont tués[37].

## Pour approfondir